# Siedliska (gmina)
Siedliska – dawna gmina wiejska istniejąca w latach 1934–1939 w woj. lwowskim (dzisiejsze woj. lubelskie/woj. podkarpackie/obwód lwowski). Siedzibą gminy były Siedliska.
Gmina zbiorowa Siedliska została utworzona 1 sierpnia 1934 roku w powiecie rawskim w woj. lwowskim z dotychczasowych jednostkowych gmin wiejskich: Hrebenne, Prusie, Rata, Rzyczki, Siedliska i Werchrata.
Pod okupacją niemiecką w Polsce obszar gminy Siedliska należał do gmin Rawa Ruska i Potylicz.
Po wojnie większa, zachodnia część gminy Siedliska weszła przejściowo w skład powiatu tomaszowskiego w woj. lubelskim, lecz w kolejnych latach (po 1949) została podzielona między województwami lubelskim (Hrebenne i Siedliska, które weszły w skład gminy Lubycza Królewska w powiecie tomaszowskim) i nowo utworzonym rzeszowskim (Prusie i Werchrata, które weszły w skład gminy Horyniec w powiecie lubaczowskim). Wschodnią część obszaru gminy włączono do ZSRR (Rata i Rzyczki).
Zobacz też: gmina Potylicz i gmina Wróblaczyn